# Ofelia Passaponti
Ofelia Passaponti (Siena, 20 giugno 2000) è una modella italiana, eletta Miss Italia 2024.

## Biografia
Nata a Siena da Alessandro Passaponti, ex pallavolista, e Paola Piomboni, docente di biologia all’Università di Siena. La sua famiglia appartiene alla Contrada dell'Istrice. È laureata in scienze della comunicazione.
Nel 2024 si qualifica alle finali nazionali di Miss Italia vincendo il titolo di Miss Toscana e in finale vince il titolo oltre a conquistare la fascia nazionale di Miss Sorriso. Lo stesso anno affianca Amadeus alla conduzione del programma La Corrida - Dilettanti allo sbaraglio.

## Programmi televisivi
- Miss Italia (WebTv sito ufficiale del concorso, 2024) - Concorrente, vincitrice
- La Corrida (Nove, 2024) - Valletta